# Botrychium lineare
Botrychium lineare är en låsbräkenväxtart som beskrevs av Warren Herbert Wagner. Botrychium lineare ingår i släktet låsbräknar, och familjen låsbräkenväxter. Inga underarter finns listade i Catalogue of Life.